# Shuggie Bain
Shuggie Bain ist der im Jahr 2020 veröffentlichte Debütroman des schottisch-amerikanischen Schriftstellers Douglas Stuart. Er erzählt die Geschichte des jüngsten der drei Kinder, Shuggie, der in den 1980er Jahren mit seiner alkoholkranken Mutter Agnes unter verarmten Bedingungen im postindustriellen Glasgow in der Arbeiterklasse der Thatcher-Ära aufwächst.
Der Roman gewann 2020 den Booker Prize und war auch unter den fünf Finalisten für den 2020 National Book Award für Belletristik.
Eine deutsche Übersetzung erschien im August 2021, in der Übertragung durch Sophie Zeitz, im Carl Hanser Verlag.

## Handlungszusammenfassung
Im Jahr 1992 ist Hugh „Shuggie“ Bain 16 Jahre alt und lebt allein in einer Pension in Glasgow. Er arbeitet in einem Supermarkt, möchte aber Friseur werden. Er verlässt die Arbeit und steckt Blechdosen mit Fisch in seine Tasche.
1981 lebt der fünfjährige Shuggie bei seinen Großeltern mütterlicherseits, Wullie und Lizzie, in einer Mietwohnung in Sighthill zusammen mit seiner Mutter Agnes Bain und seinem Vater Hugh „Shug“ Bain. Auch sein Halbbruder Leek und seine Halbschwester Catherine leben bei ihnen. Shuggies Vater ist größtenteils abwesend, arbeitet als Taxifahrer und hat Beziehungen zu anderen Frauen. Mutter Agnes ist eine schöne Frau, die oft mit Elizabeth Taylor verglichen wird, aber sie ist von ihrem Leben unerfüllt und trinkt gern.
1982 verlegt Shug die Familie in eine Sozialwohnung in Pithead für Familien von Arbeitern der örtlichen Mine. Shug verlässt schließlich die Familie in Pithead, um bei Joanie Micklewhite, der Telefonvermittlerin seiner Taxifirma, zu wohnen. Agnes wünscht sich ein Leben voller Glamour, sie ist stolz auf ihre Kleidung und ihr Temperament. Letztendlich fördert ihre Unzufriedenheit mit dem Leben in Pithead ihre Alkoholabhängigkeit. Shuggie wird von seinen Klassenkameraden und in der Nachbarschaft gemobbt, weil er nicht zu ihnen passt und feminin wirkt. Der Einfluss seiner Mutter auf ihn bringt ihn in Konflikt mit den Kindern in der Stadt. Shuggie versäumt oft die Schule, um als Betreuer seiner Mutter während ihres „Katers“ zu fungieren. Agnes’ Eltern sterben, Catherine heiratet jung und zieht nach Südafrika. Agnes’ Alkoholismus verschlimmert sich; sie lässt sich von Männern ausnutzen und missbrauchen. Ihre Zukunft hellt sich auf, als sie zu Treffen der Anonymen Alkoholiker geht und eine Stelle als Tankwartin annimmt. Sie trifft einen Taxifahrer namens Eugene, mit dem sie sich verabredet. Einmal überredet Eugene Agnes, zum Abendessen ein Glas Wein zu trinken. Agnes fällt in ihren Alkoholismus zurück und Eugene verlässt sie, nachdem sie mit einer Rasierklinge Selbstmord versucht hat.
Agnes’ Alkoholismus entfremdet sie immer weiter von ihren Kindern. In einem ihrer trunkenen Wutzustände tritt sie Leek aus dem Haus. Trotz ihres Verhaltens behält Shuggie eine unerschütterliche Hingabe zu seiner Mutter. Die beiden ziehen in eine neue Nachbarschaft und Agnes verspricht, mit dem Trinken aufzuhören. Doch weder Agnes noch Shuggie sind in der Lage, ihre Umstände grundlegend zu ändern. Ihre Beziehung wird immer angespannter, je älter Shuggie wird. Im Vollrausch stirbt Agnes; sie erstickt an ihrem eigenen Erbrochenen.
1992 gibt Shuggie die Fischdosen seiner Freundin Leanne, die sie ihrer obdachlosen alkoholkranken Mutter gibt.

## Kritische Anerkennung
Bei der Preisverleihung sprach die Jury des Booker Prize über das Buch und sagte, der Roman sei „gewagt, erschreckend und lebensverändernd“.
Der Autor Stuart nannte autobiographische Bezüge zu seinem Erstlingswerk. Seine Mutter starb an Alkoholsucht, als er 16 Jahre alt war. Sie sei „in jeder Seite dieses Buches und ohne sie wären [er] und das Buch nicht hier“.